# Śmigłowcowiec

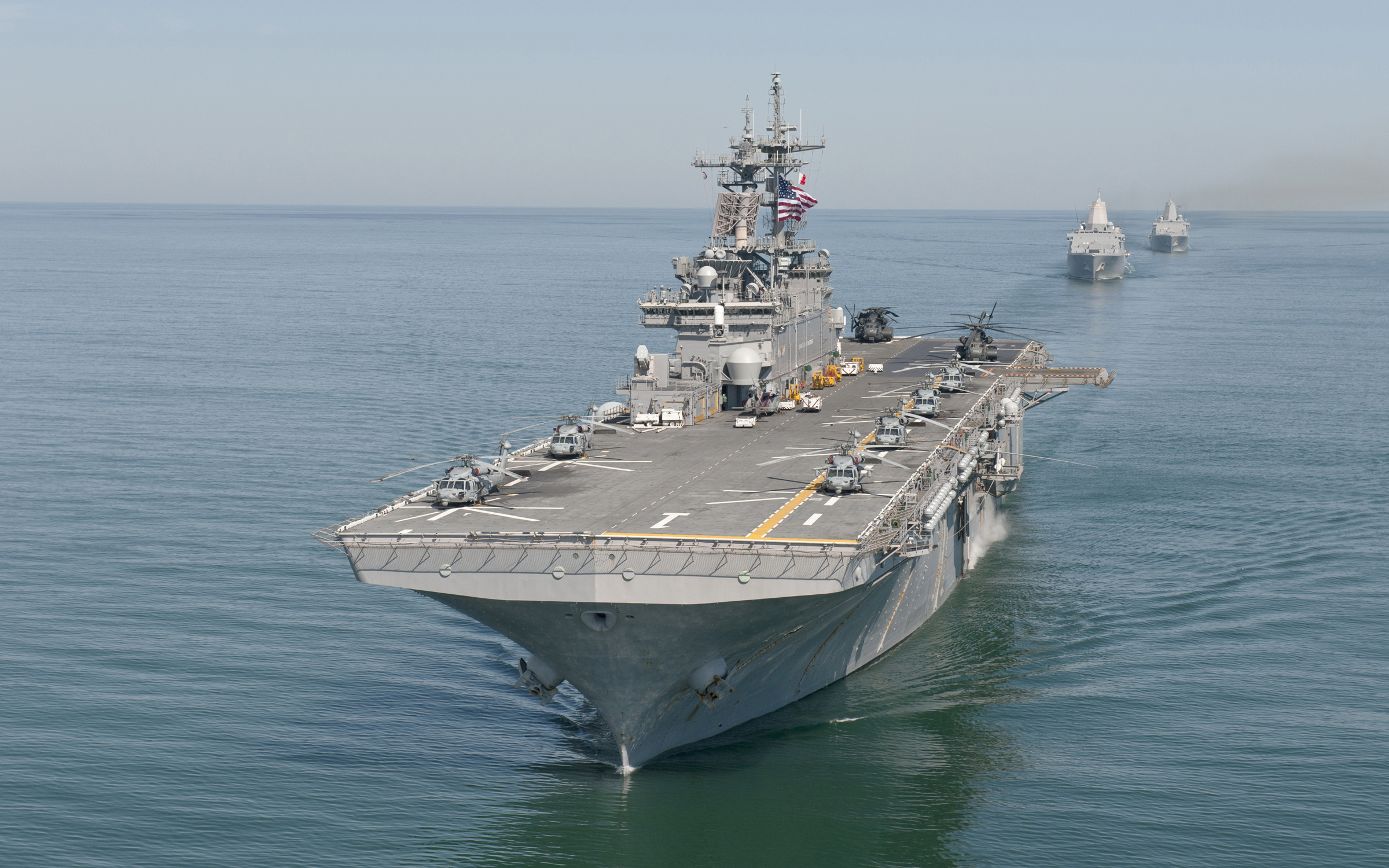
Amerykański śmigłowcowiec desantowy typu „Wasp”

Śmigłowcowiec (helikopterowiec) – ogólne określenie klas okrętów, których podstawową cechą jest przystosowanie do bazowania na nich śmigłowców. Klasę tę utożsamia się najczęściej z krążownikami śmigłowcowymi, natomiast wyróżnia się jeszcze osobno śmigłowcowce desantowe. Śmigłowcowce zabierają od czterech do kilkudziesięciu śmigłowców i posiadają odpowiednio duże lądowisko, czasami zajmujące większość pokładu oraz hangary do przechowywania śmigłowców. Określenie to nie obejmuje natomiast okrętów przenoszących jeden lub dwa śmigłowce, jako uzupełnienie innego uzbrojenia.

## Śmigłowcowce desantowe

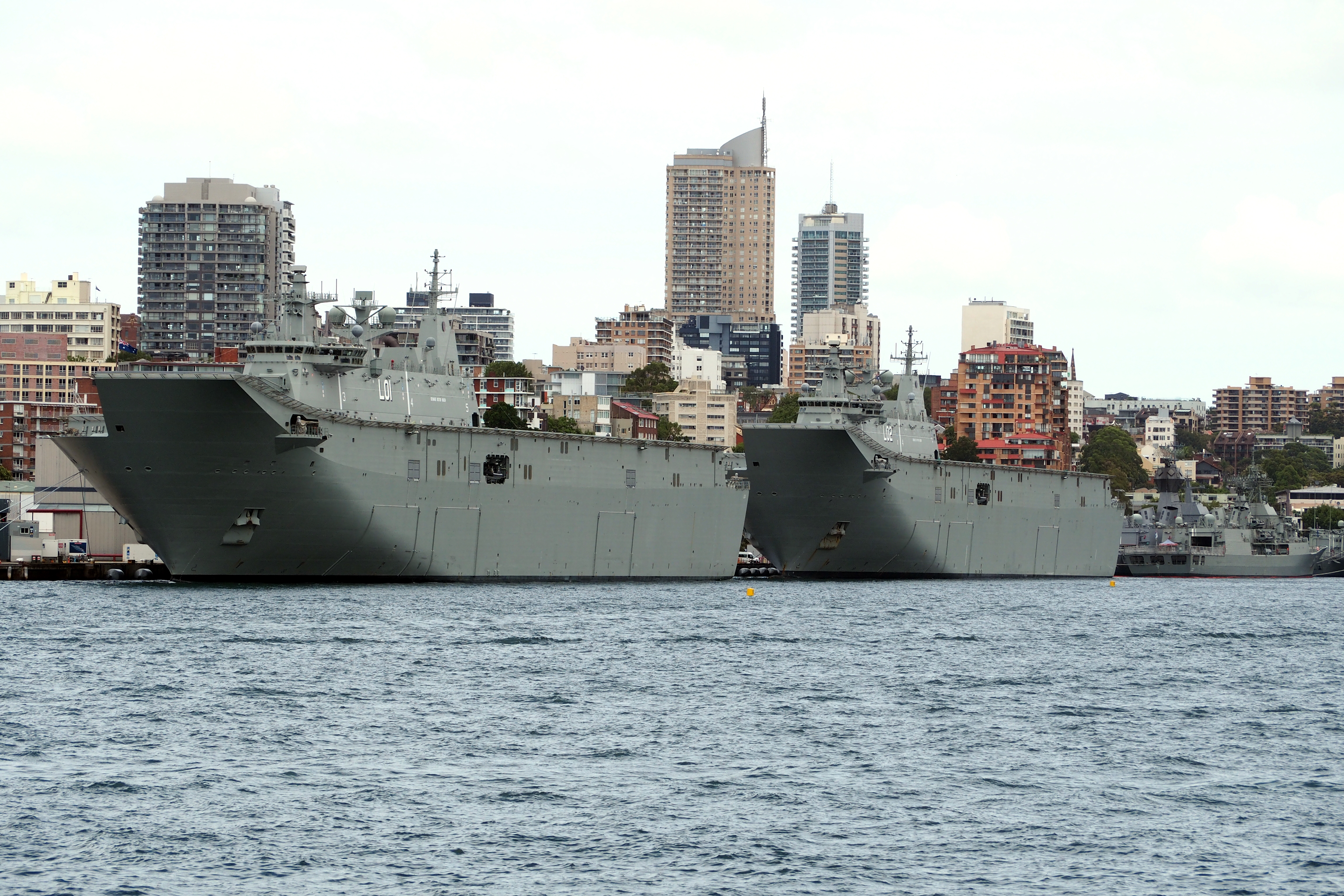
Dwa australijskie śmigłowcowce desantowe typu „Canberra”

Pierwsze śmigłowcowce desantowe powstały w latach 50. XX wieku w USA, początkowo z prostej przebudowy starszych lotniskowców z okresu II wojny światowej (pierwszy był lotniskowiec eskortowy USS „Thetis Bay”, przebudowany w 1956, następnie trzy lotniskowce typu Essex). Pełniły one rolę okrętów desantowych, służąc do szybkiego przerzutu zaokrętowanych na nich lekkich sił na brzeg za pomocą śmigłowców transportowych. Pokład lotniczy rozciągał się na nich na całej długości i szerokości kadłuba, z wyjątkiem niewielkiej nadbudówki wyspowej, w układzie typowym dla lotniskowców. Lotniskowce na śmigłowcowce desantowe przebudowywano też w Wielkiej Brytanii (HMS „Albion”, „Bulwark”, „Hermes”, przy czym przez pewien czas „Hermes” służył jako śmigłowcowiec zwalczania okrętów podwodnych).
Następnie, w kilku państwach świata, przede wszystkim w USA, zaczęto budować specjalnie zaprojektowane okręty przenoszące śmigłowce, lepiej przystosowane do operacji desantowych – pierwszym z nich był amerykański typ Iwo Jima. Współczesnym przedstawicielem tej klasy jest brytyjski HMS „Ocean”. Śmigłowcowce desantowe przenoszą od kilkunastu do ok. 40 śmigłowców.
W toku dalszej ewolucji okrętów desantowych powstały przede wszystkim okręty desantowe-doki, zabierające oprócz śmigłowców barki desantowe w zatapialnym doku. Okręty takie nie są już jednak na ogół nazywane śmigłowcowcami, zwłaszcza że śmigłowce stanowią ich uzupełniające wyposażenie w stosunku do barek, a ich liczba z reguły jest niewielka (2-6). Z kolei amerykańskie jednostki typów Tarawa i Wasp (oznaczane w USA jako klasa LHA), zabierające oprócz barek nawet ponad 40 śmigłowców, klasyfikowane są częściej jako uniwersalne okręty desantowe, tym bardziej, że operują z nich też samoloty krótkiego startu i lądowania.

## Krążowniki śmigłowcowe

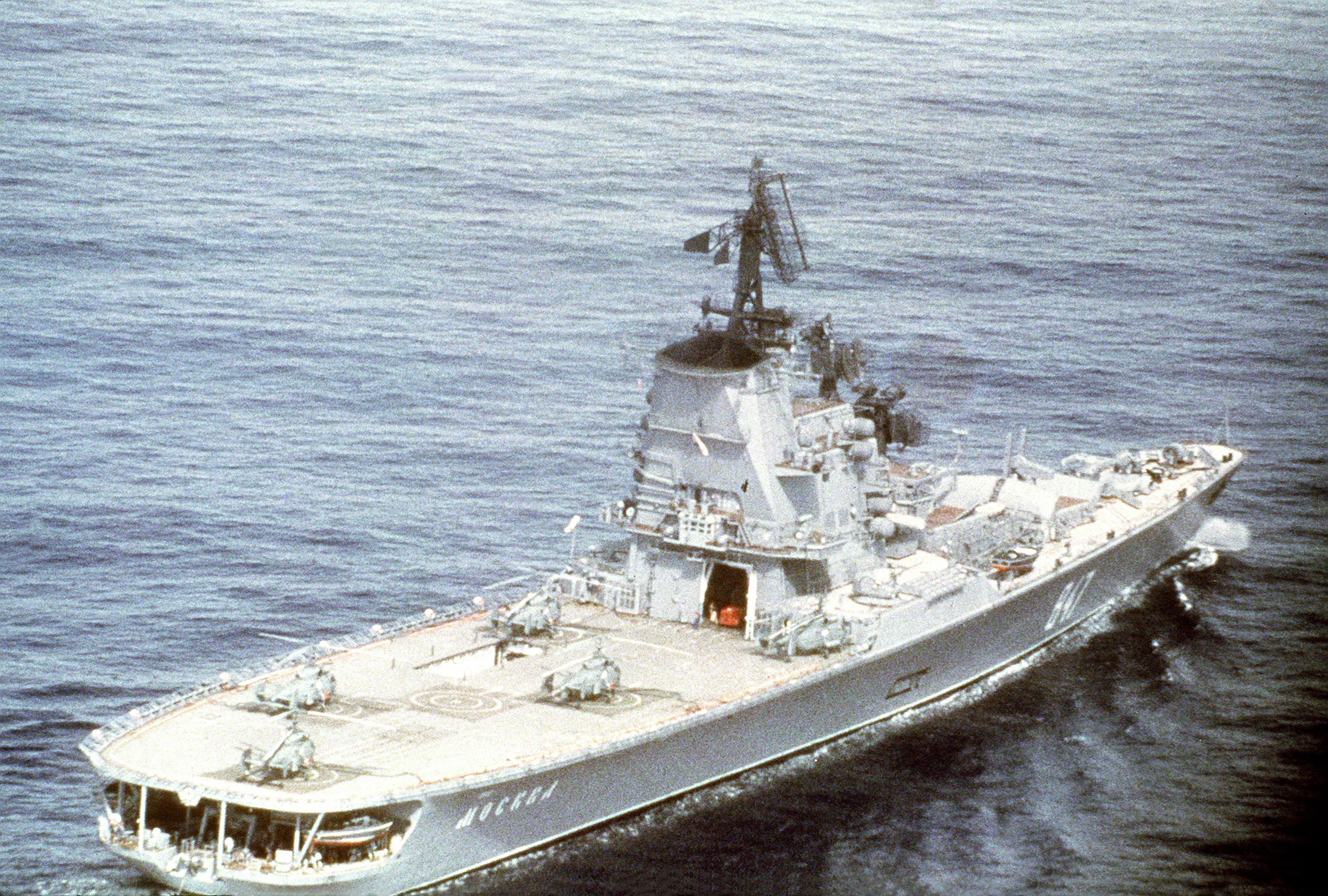
Śmigłowcowiec „Moskwa”

Krążowniki śmigłowcowe wprowadzono w niektórych państwach od lat 60. XX wieku, nie jest to jednak klasa liczna – na świecie powstało jedynie kilka takich okrętów. Pierwszymi z nich były dwa włoskie krążowniki rakietowe typu Andrea Doria, w służbie od 1964 roku, przenoszące po 3-4 śmigłowce, a następnie jeden powiększony okręt „Vittorio Veneto” z 1969 roku (6-9 śmigłowców). Drugim państwem budującym krążowniki śmigłowcowe był ZSRR, w którym powstały dwa okręty typu Moskwa z 1967 roku, przenoszące po 14 śmigłowców. Głównym ich przeznaczeniem tych było zwalczanie okrętów podwodnych przy pomocy śmigłowców, a oprócz tego, uzbrojone były w kierowane pociski przeciwlotnicze. Bywał tak też klasyfikowany francuski okręt „Jeanne d’Arc” z 1964 roku, służący do zwalczania okrętów podwodnych, celów desantowych i szkolnych (klasyfikowany we Francji po prostu jako śmigłowcowiec, zaliczony do grupy okrętów lotniczych). Wszystkie te okręty wyróżniały się konstrukcyjnie posiadaniem silnego uzbrojenia na pokładzie dziobowym, dalej nadbudówki, a pokładu lotniczego na śródokręciu i rufie. Oprócz nowo budowanych okrętów, na przełomie lat 60. i 70. na śmigłowcowe przebudowano dwa brytyjskie krążowniki lekkie typu Tiger (po 4 śmigłowce) oraz peruwiański „Aguirre” (ex. holenderski „De Zeven Provinciën”, 3 śmigłowce). Okrętami podobnymi wielkością do typu Andrea Doria, przenoszącymi po 3 śmigłowce, lecz klasyfikowanymi jako niszczyciele śmigłowcowe, były dwie pary japońskich okrętów typu Haruna i Shirane z lat 70., przenoszące 3 śmigłowce (Japonia nie klasyfikuje współczesnych okrętów jako krążowniki z powodów politycznych).
Rozwój krążowników śmigłowcowych zakończył się w latach 70., gdyż z jednej strony okręty te zostały zastąpione przez nowo budowane lekkie lotniskowce o większych możliwościach, z ciągłym pokładem lotniczym (w ZSRR nazywane krążownikami lotniczymi), a z drugiej przez liczniejsze i tańsze niszczyciele i fregaty rakietowe, standardowo wyposażane już w 1-2 śmigłowce.